# نیپون لایف
نیپون لایف (به ژاپنی: 日本生命保険相互会社) شرکت بیمه ژاپنی است، که در زمینه ارائه خدمات بیمه، بیمه‌های سلامت، بیمه عمر و دیگر خدمات مؤسسات مالی فعالیت می‌نماید.
شرکت نیپون لایف در سال ۱۸۸۹ راه‌اندازی شد و اکنون بزرگنرین کارگزار بیمه عمر در کشور ژاپن برپایه درآمد به‌شمار می‌آید. دفتر مرکزی این شرکت در شهر اوساکا، ژاپن قرار دارد.